# Mine de Borynia
 (mars 2025).
La mine de Borynia est une mine souterraine de charbon située en Pologne.